# Brian van Goethem
Brian van Goethem (Sluiskil, Terneuzen, 16 d'abril de 1991) és un ciclista neerlandès, professional des del 2013 i actualment a l'equip Roompot-Nederlandse Loterij.

## Palmarès
- 2013
  - 1r al Zuid Oost Drenthe Classic II
  - 1r a la Ronde van Midden-Brabant
- 2014
  - 1r al Gran Premi Marcel Kint

### Resultats a la Volta a Espanya
- 2019. Abandona (15a etapa)